# Leocidmesa
× Leocidmesa (abreviado Lcmsa) es un híbrido intergenérico entre los géneros de orquídeas Gomesa × Leochilus × Oncidium. Fue publicado en Orchid Rev. 92(1087, cppo): 8 (1984).